# Alexiusdor
Alexiusdor – nazwa złotych pistoli Aleksego Fryderyka Chrystiana, księcia Anhaltu-Bernburga.